# Drapetis trichura
Drapetis trichura är en tvåvingeart som beskrevs av Axel Leonard Melander 1918. Drapetis trichura ingår i släktet Drapetis och familjen puckeldansflugor.
Artens utbredningsområde är Kalifornien. Inga underarter finns listade i Catalogue of Life.